# Luftwaffenkommando Ostpreußen (1938–1939)
Das Luftwaffenkommando Ostpreußen war eine Kommandobehörde der Luftwaffe der Wehrmacht im Zweiten Weltkrieg. Es stand in keinem Zusammenhang mit dem Luftwaffenkommando Ostpreußen (1945). Es war nach Ostpreußen benannt, der nordöstlichsten Provinz des bis 1945 bestehenden Staates Preußen.

## Geschichte
Das Luftwaffenkommando Ostpreußen ging am 4. Februar 1938 aus dem umbenannten Luftkreiskommando I hervor. Das Hauptquartier lag in Königsberg-Ballieth. Es war anfangs dem Oberkommando der Luftwaffe direkt unterstellt und wurde ab dem 18. März 1939 der Luftflotte 1 zugeteilt. Unter dieser nahm es, ab dem 1. September 1939, am Überfall auf Polen teil. Von seinen ostpreußischen Basen führte es Luftkrieg gegen die polnische Luftwaffe und unterstützte die 3. Armee der Heeresgruppe Nord bei ihrem Vormarsch. Nachdem die meisten Kampfhandlungen bis zum 30. September 1939 abgeschlossen waren, wurde es aufgelöst.

## Personen

### Befehlshaber
| Dienstgrad      | Name           | von             | bis                |
| --------------- | -------------- | --------------- | ------------------ |
| Generalleutnant | Alfred Keller  | 1. August 1938  | 31. Januar 1939    |
| Generalleutnant | Wilhelm Wimmer | 1. Februar 1939 | 30. September 1939 |

### Chef des Stabes
| Dienstgrad     | Name            | von             | bis                |
| -------------- | --------------- | --------------- | ------------------ |
| Oberstleutnant | Alexander Holle | 4. Februar 1938 | 30. September 1939 |

## Unterstellung
| Unterstellung              | von             | bis                |
| -------------------------- | --------------- | ------------------ |
| Oberkommando der Luftwaffe | 4. Februar 1938 | 18. März 1939      |
| Luftflotte 1               | 18. März 1939   | 30. September 1939 |

## Unterstellte Verbände
| Verbände am 1. September 1939  | Flugzeugtypen | Liegeplatz           | Lage                |
| 1./Fernaufklärungsgruppe 120   | Dornier Do 17 | Königsberg-Neuhausen | 54.7875 20.6194     |
| Stab/Kampfgeschwader 3         | Dornier Do 17 | Elbing               | 54.14166 19.4333    |
| II. und III./Kampfgeschwader 3 | Dornier Do 17 | Heiligenbeil         | 54.474402 19.96289  |
| I./Sturzkampfgeschwader 1      | Junkers Ju 87 | Insterburg           | 54.602778 21.783333 |